# Step Vaessen
Stephanie (Step) Vaessen (Simpelveld, 11 februari 1965) is een Nederlands journaliste.

## Levensloop
Vaessen studeerde psychologie te Nijmegen en volgde daarna een postdoctorale opleiding journalistiek in Tilburg. Tijdens haar studentenjaren was ze betrokken bij de Nijmeegse kraakbeweging en de krakerszender Radio Rataplan. In 1987 zong ze in de punkband Ultimate Sabotage. Van 1994 tot 1996 was ze werkzaam als journalist voor het Limburgs Dagblad. In 1994 ging ze werken voor de NOS. In 1996 werd ze uitgezonden naar Jakarta, waar ze werkte als correspondent voor Zuidoost-Azië. Sinds de oprichting van Al Jazeera English in 2006 is ze vanuit Indonesië werkzaam voor dit tv-station.
Op 7 augustus 2011 was ze de derde gast van dat seizoen in het televisieprogramma Zomergasten van de VPRO. Op 20 juni 2012 hield ze een Willem Arondéuslezing over intolerantie in Nederland en pogingen vanuit de politiek om mensen te weerhouden om vrijuit te spreken.

## Werken
- Jihad met sambal, augustus 2011 (Prometheus: Amsterdam). ISBN 978-9044615371